# 1951-es magyar férfi röplabdabajnokság
Az 1951-es magyar férfi röplabdabajnokság a hatodik magyar röplabdabajnokság volt. A bajnokságot teljesen átszervezték. A csapatok területi (budapesti és megyei) bajnokságokban játszottak, a győztesek (Budapestről és egyes megyékből több helyezett is) az országos középdöntőben, majd az országos döntőben küzdöttek tovább a végső helyezésekért. Budapesten tizenkét csapat indult el, a csapatok egy kört játszottak. Az országos fordulókban is csak egy kör volt.
- A Bp. DISZ FSE új neve Bp. Haladás lett.
- A Ganzvillany Vasas új neve Vasas Ganzvillamossági lett.
- A Ganz Vasas új neve Vasas Ganzvagon lett.
- A III. ker. Textil új neve III. ker. Vörös Lobogó lett.
- A X. ker. ÉDOSZ új neve Kinizsi Sörgyár lett.

## Országos döntő
| #  | Csapat             | M | Gy | V | Sz+ | Sz- | P |
| -- | ------------------ | - | -- | - | --- | --- | - |
| 1. | Csepeli Vasas      | 4 | 4  | 0 | 12  | 2   | 8 |
| 2. | Bp. Vasas          | 4 | 3  | 1 | 11  | 3   | 6 |
| 3. | Miskolci Lokomotív | 4 | 2  | 2 | 6   | 9   | 4 |
| 4. | Bp. Honvéd         | 4 | 1  | 3 | 5   | 10  | 2 |
| 5. | Bp. Petőfi VTSK    | 4 | 0  | 4 | 2   | 12  | 0 |

* M: Mérkőzés Gy: Győzelem V: Vereség Sz+: Nyert szett Sz-: Vesztett szett P: Pont
A Veszprémi Haladás nem érkezett meg.

## Országos középdöntő
- Győr: 1. Veszprémi Haladás 4, 2. Soproni Lokomotív 4, 3. Tatabányai Vasas 4, 4. Szombathelyi Dózsa 0 pont
- Budapest: 1. Bp. Petőfi VTSK 6, 2. Martfűi Vörös Lobogó 4, 3. Szekszárdi Dózsa 2, 4. Székesfehérvári Honvéd 0 pont
- Miskolc: 1. Miskolci Lokomotív 6, 2. Bp. Dózsa 4, 3. Salgótarjáni Vasas 2, 4. Egri Fáklya 0 pont
- Debrecen: 1. Bp. Vasas 6, 2. Debreceni Dózsa 4, 3. Nyíregyházi Építők 2, 4. Békéscsabai Építők 0 pont
- Szeged: 1. Bp. Honvéd 6, 2. Szegedi EDAC 4, 3. Kecskeméti Kinizsi 2, 4. Törökbálinti Vasas 0 pont
- Pécs: 1. Csepeli Vasas 6, 2. Pécsi Dózsa 4, 3. Nagykanizsai Lokomotív 2, 4. Kaposvári Kinizsi 0 pont

## Budapesti csoport
| #   | Csapat                 | M  | Gy | V  | Sz+ | Sz- | P  |
| --- | ---------------------- | -- | -- | -- | --- | --- | -- |
| 1.  | Csepeli Vasas          | 11 | 11 | 0  | 33  | 2   | 22 |
| 2.  | Bp. Vasas              | 11 | 10 | 1  | 31  | 4   | 20 |
| 3.  | Bp. Honvéd             | 11 | 8  | 3  | 25  | 12  | 16 |
| 4.  | Bp. Petőfi VTSK        | 11 | 8  | 3  | 26  | 13  | 16 |
| 5.  | Bp. Dózsa              | 11 | 8  | 3  | 25  | 15  | 16 |
| 6.  | Bp. Haladás            | 11 | 5  | 6  | 20  | 23  | 10 |
| 7.  | Vasas Ganzvillamossági | 11 | 4  | 7  | 17  | 26  | 8  |
| 8.  | Vasas Ganzvagon        | 11 | 4  | 7  | 15  | 23  | 8  |
| 9.  | III. ker. Vörös Lobogó | 11 | 3  | 8  | 15  | 28  | 6  |
| 10. | VL Kistext             | 11 | 2  | 9  | 11  | 29  | 4  |
| 11. | Kinizsi Sörgyár        | 11 | 2  | 9  | 10  | 30  | 4  |
| 12. | Bp. Vörös Meteor       | 11 | 1  | 10 | 8   | 31  | 2  |

* M: Mérkőzés Gy: Győzelem V: Vereség Sz+: Nyert szett Sz-: Vesztett szett P: Pont